# L'immenso/L'isola
L'immenso/L'isola è un singolo del cantautore italiano Amedeo Minghi e dei Pandemonium, pubblicato nel 1976.

## Descrizione
Entrambi i brani sono contenuti nell'album Pandemonium 1, L'immenso è la prima traccia del lato B mentre L'isola è la terza del lato A.
Il disco scala le classifiche internazionali vendendo due milioni di copie. In televisione venne eseguita nelle prime puntate della trasmissione Discoring, tra la fine di febbraio e marzo 1977, condotta da Gianni Boncompagni; nell'esibizione Minghi cantava il brano e i componenti del gruppo dei Pandemonium erano disposti intorno al microfono a forma di cerchio, accovacciati e con la testa abbassata. Nel 1984 il brano venne utilizzato nella colonna sonora del film Un ragazzo e una ragazza, diretto da Marco Risi.

## Cover
- Nel 1990 la cantante Mietta ne fa una cover e la inserisce nell'album Canzoni.
- Nel 2014 Mango, collega e amico di Minghi dai tempi della Fonit Cetra, la inserisce nell'album di cover L'amore è invisibile, poco prima della scomparsa.

## Tracce
Lato A
1. L'immenso – 4:36 (Amedeo Minghi)

Lato B
1. L'isola – 4:54 (testo: Edoardo De Angelis – musica: Amedeo Minghi)